# Mark Grotjahn

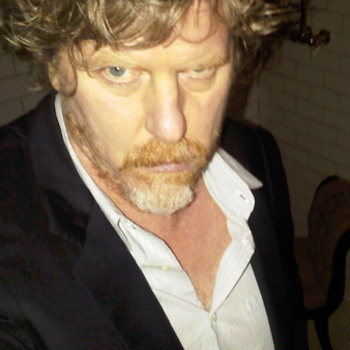
Mark Grotjahn

Mark Grotjahn (* 1968 in Pasadena, Kalifornien, USA) ist ein amerikanischer Künstler der Gegenwart.
Grotjahn studierte an der University of Colorado at Boulder sowie an der University of California in Berkeley. Sein Werk ist heterogen. Dazu gehören sowohl anthropomorphisierende Pflanzenfiguren und Maskendarstellungen als auch abstrakte Farbzeichnungen in Öl oder Wachskreide. Nach 1997 entstanden zudem zahlreiche monochrome Werke in der Tradition der Op Art.
Seine Werke wurden in zahlreichen Ausstellungen und Museen in den USA, in Großbritannien sowie in Deutschland gezeigt. Grotjahn wird vertreten durch die Anton Kern Gallery in New York, die Gagosian Gallery in London sowie die Blum and Poe Gallery in Los Angeles.

## Ausstellungen
- 1999: After the Gold Rush im Thread Waxing Space in New York
- 2000: Young and Dumb in der Acme-Galerie in Los Angeles
- 2001: Superman in Bed. Kunst der Gegenwart und Fotografie. Sammlung Schürmann im Museum am Ostwall in Dortmund
- 2001: Sharing Sunsets im Museum of Contemporary Art in Los Angeles
- 2002: Play As It Lays in der London Institute Gallery in London
- 2004: 54 Carnegie International im Carnegie Museum of Art in Pittsburgh
- 2005: The Altoids Curiously Strong Collection im Center of Contemporary Art in Seattle
- 2014: Mark Grotjahn. Sculpture., Nasher Sculpture Center, Dallas[1]

## Veröffentlichungen
- 54. Carnegie International, Carnegie Museum of Art, Pittsburgh 2004.